# Перри, Том (футболист)
То́мас Ге́нри Пе́рри (англ. Thomas Henry Perry), более известный как Том Пе́рри (англ. Tom Perry; 2 ноября 1871 — 18 июля 1927) — английский футболист, хавбек. Выступал за футбольные клубы «Стаурбридж», «Вест Бромвич Альбион» и «Астон Вилла», также провёл один матч за национальную сборную Англии.

## Футбольная карьера
Родился в Уэст-Бромиджа в семье жестянщика. Играл за местные школьные футбольные команды и за юношеские клубы «Крайст Черч» и «Уэст-Бромидж Баптистс». Затем выступал за «Стаурбридж», откуда в июле 1890 года перешёл в «Вест Бромвич Альбион». Дебютировал за «дроздов» 13 сентября 1890 года в матче Первого дивизиона против «Престон Норт Энд». Провёл в команде одиннадцать сезонов, сыграв 284 матча и забив 14 голов в лиге с 1890 по 1901 год.
28 марта 1898 года провёл свой единственный матч за национальную сборную Англии на стадионе «Рейскорс Граунд» в Рексеме, выйдя на позиции правого хавбека в игре Домашнего чемпионата против сборной Уэльса, в которой сборная Англии победила со счётом 3:2.
В октябре 1901 года перешёл в бирмингемский клуб «Астон Вилла» за 100 фунтов стерлингов. Его дебют в составе «Виллы» состоялся 19 октября 1901 года в матче против «Дерби Каунти». Провёл в команде два сезона, сыграв 27 матчей и забив 1 гол в лиге. Последнюю игру провёл 27 сентября 1903 года (против «Блэкберн Роверс»), после чего завершил карьеру из-за травмы.

## Достижения
«Вест Бромвич Альбион»
- Финалист Кубка Англии: 1895

Сборная Англии
- Победитель Домашнего чемпионата Великобритании: 1898

## Личная жизнь
Его старшие братья Чарли и Уолтер также были футболистами и выступали за «Вест Бромвич Альбион».